# Limenitis fessonia
Limenitis fessonia är en fjärilsart som beskrevs av William Chapman Hewitson 1847. Limenitis fessonia ingår i släktet Limenitis och familjen praktfjärilar. Inga underarter finns listade i Catalogue of Life.